# Dolar

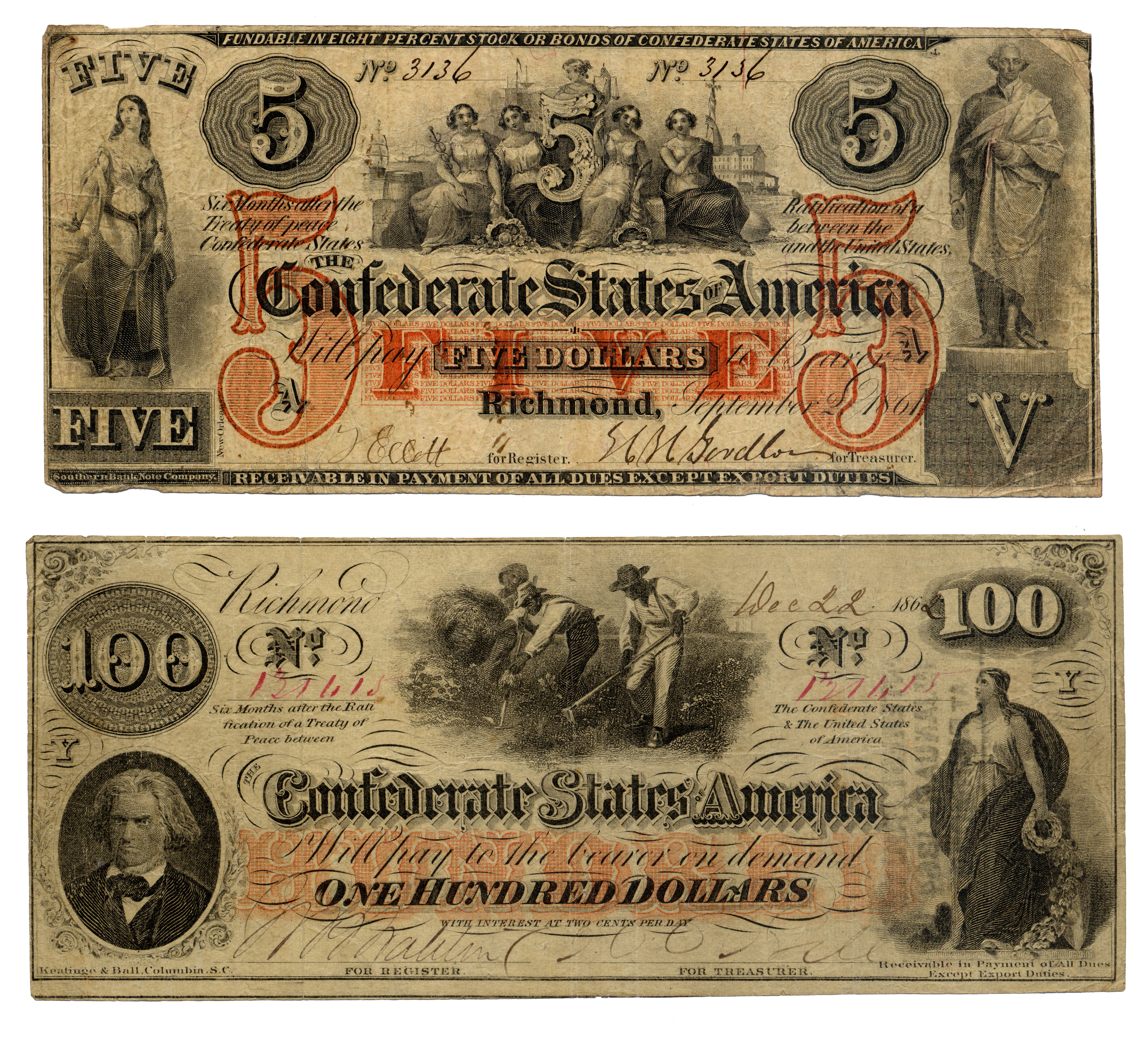
Americké dolarové bankovky vydávané za Americké občanské války.

Dolar nebo také dollar (označovaný znakem $) je jméno pro oficiální měnu v mnoha státech světa, provinciích a dalších regionech. Americký dolar je nejpoužívanější světovou měnou.

## Etymologie
Název vznikl z historického německého jména českých stříbrných mincí, tolarů, ražených od 15. ledna 1520 jako lokální měna z jáchymovského stříbra. Mince byly (a jsou) nazývány hornoněmecky Joachimsthaler, zkráceně Thaler nebo Taler, podle německého jména „Joachimsthal“ (Jáchymův Důl, dnes Jáchymov). S tímto zkráceným názvem přešel název do mnoha jazyků v Evropě i mimo ni:
- česky tolar,
- maďarsky tallér,
- seversky daler: dánsky a norsky rigsdaler, švédsky riksdaler, islandsky dalur,
- italsky tallero,
- polsky talar,
- etiopsky (amharsky) ታላሪ („talari“),
- persky dare.

Nizozemsky šlo obdobně o (rijks)daalder nebo (rijks)daler a nizozemským prostřednictvím název přešel také do angličtiny jako dollar: nizozemské mince se znakem lva, zvané leeuwendaler nebo leeuwendaalder („lví daler“), Spojené provincie nizozemské produkovaly pro potřeby rozmachu mezinárodního obchodu. Leeuwendalery obíhaly po Středním východě a byly napodobovány několika italskými a německými městy. Měny v Rumunsku a v Bulharsku jsou dosud 'lvy' (leu a leva).
Tento nizozemský peníz byl oblíbený také v Nizozemské východní Indii a v ovšem i v nizozemské kolonii Nové Nizozemí, které bylo na území několika současných amerických států, například  New Yorku. Byly proto v oběhu i v 13 britských koloniích 17. a 18. století jako „lion (lyon) dollar“.
Americko-anglická výslovnost slova dollar je stále zřetelně blízká nizozemské výslovnosti daler. Velmi opotřebovaným mincím z oběhu v těchto koloniích se posměšně říkalo „psí dolary“ (dog dollars).

## Národní měny nazývané dolar
| ISO 4217 kód měny | Název měny                  | Stát |
| ----------------- | --------------------------- | --- |
| AUD               | Australský dolar            | Austrálie a další                                                                                                  |
| BBD               | Barbadoský dolar            | Barbados |
| BMD               | Bermudský dolar             | Bermudy |
| BND               | Brunejský dolar             | Brunej |
| BSD               | Bahamský dolar              | Bahamy |
| BZD               | Belizský dolar              | Belize |
| CAD               | Kanadský dolar              | Kanada |
| FJD               | Fidžijský dolar             | Fidži |
| GYD               | Guyanský dolar              | Guyana |
| HKD               | Hongkongský dolar           | Hongkong |
| JMD               | Jamajský dolar              | Jamajka |
| KYD               | Dolar Kajmanských ostrovů   | Kajmanské ostrovy                                                                                                  |
| LRD               | Liberijský dolar            | Libérie |
| NAD               | Namibijský dolar            | Namibie |
| NZD               | Novozélandský dolar         | Nový Zéland a další                                                                                                |
| SBD               | Dolar Šalomounových ostrovů | Šalomounovy ostrovy                                                                                                |
| SGD               | Singapurský dolar           | Singapur |
| SRD               | Surinamský dolar            | Surinam |
| TTD               | Dolar Trinidadu a Tobaga    | Trinidad a Tobago                                                                                                  |
| TWD               | Tchajwanský dolar           | Tchaj-wan |
| USD               | Americký dolar              | USA a další |
| XCD               | Východokaribský dolar       | Antigua a Barbuda Dominika Grenada Svatý Kryštof a Nevis Svatá Lucie Svatý Vincenc a Grenadiny Anguilla Montserrat |
| ZWD               | Zimbabwský dolar            | Zimbabwe |

Občas se také užívá pojem mezinárodní dolar, což je hypotetická měnová jednotka, která má v daný čas stejnou kupní sílu jako americký dolar.